# 김창근
김창근(金昌槿, 1930년 10월 22일~1991년 8월 1일)은 대한민국의 정치인이다. 제6·7·8·10대 대한민국 국회의원과 제33대 교통부 장관을 지냈다.

## 생애
1957년, 서울대학교 문리과대학 정치학과를 졸업하고 1960년에 필리핀 행정대학원을 수료했다. 이후 캘리포니아 대학 버클리에서 국제 정치학을 공부한 뒤 그 후 귀국하여 건국대학교와 한양대학교 강사 , 성균관대학교 교수를 맡았다.
민주공화당의 창당의 발기인 중 한 명으로, 1963년 제6회 총선에서 첫 당선된 뒤 IPU한국 대표, 제8대국회 재무분과위원회 위원장, 안동문화방송 회장을 지냈으며, 민주공화당에서 기획부 차장, 당기위 원장, 원내총무, 대변인,  민주공화당정책위원회 의장을 역임했다.
5·17비상계엄 확대조처 이후에는 민주화추진협의회 상임운영위원을 맡고, 민추협 부의장을 지냈다. 1987년에는 민족문제연구소 회장, 그 다음해에는 민주당 정무위원을 지내다 노태우 정부에서 교통부장관을 지냈다.

## 역대 선거 결과
|  | 44.01% |

|  | 59.39% |

|  | 59.23% |

|  | 43.47% |

|  | 43.83% |